# Pieter van den Hoogenband
Pieter van den Hoogenband, född 14 mars 1978 i Maastricht, är en nederländsk före detta simmare som tillhörde världseliten i frisim.

## Olympiska meriter
Van den Hoogenbands genombrott kom vid OS 1996 i Atlanta där han slutade på fjärde plats på både 100 och 200 meter frisim. Vid OS 2000 blev Hoogenband guldmedaljör på 100 meter frisim. Redan i semifinalen slog Hoogenband nytt världsrekord och han vann finalen klart förre ryssen Aleksandr Popov. På 200 meter frisim ställdes Hoogenband mot Ian Thorpe som tidigare vunnit 400 meter frisim. Till hemmapublikens besvikelse vann holländaren finalen med en halvsekund förre Thorpe. Förutom de två gulden blev han även bronsmedaljör på 50 meter frisim och i lagkappen på 4 x 200 meter. 
Vid OS 2004 lyckades han försvara sitt guld på 100 meter frisim. Däremot fick han se sig slagen på 200 meter frisim där Thorpe vann guld. Dessutom blev det silver i lagkappen på 4 x 100 meter frisim.

## Världsmästerskapsmeriter
Trots framgångarna i OS har van den Hoogenband aldrig lyckats vinna något guld på VM i långbana. Totalt har det blivit sju silvermedaljer. Den enda guldmedaljen som han har i världsmästerskapssammanhang kom vid VM i kortbana 1999 då han var med i lagkappslaget som vann guld på 4 x 200 meter frisim.

## Europamästerskapsmeriter
Bättre har det gått för van den Hoogenband vid EM där han fram till och med 2008 tagit hela  19 medaljer varav 10 guld. Vid EM 1999 i Istanbul lyckade han vinna hela sex guld på distanserna 50, 100 och 200 meter frisim, 50 meter fjärilsim och i lagkapperna över 4 x 100 meter frisim och 4 x 100 meter medley.

## Världsrekord
van den Hoogenband har vid två tillfälle innehaft världsrekord i siming. Vid OS 2000 slog han världsrekordet på 100 meter frisim på långbana när han noterade 47,84. Han slog då Australiens Michael Klims världsrekord som han noterat i försöken tre dagar tidigare. Världsrekordet stod sig fram till mars 2008 då fransmannen Alain Bernard noterade 47,60. 
Hoogenband har även innehaft världsrekordet på 200 meter frisim på långbana. Han slog Ian Thorpes världsrekord under OS 2000 när han simmade på 1:45,35 men bara ett år senare tog Thorpe tillbaka världsrekordet när han simmade på 1:44,69.

## Övriga utmärkelser
van den Hoogenband utsågs 2000 till världens bästa simmare och åren 1999, 2000, 2002 och 2004 till Europas bästa simmare. Dessutom har han tre gånger 1999, 2000 och 2004 utsätts till Hollands bästa idrottare.

### Fotnoter
1. ↑  ”Pieter van den Hoogenband Bio, Stats, and Results - Olympics at Sports.reference.com”. sportsreference.com. Sportsreference. Arkiverad från originalet den 26 september 2015. https://web.archive.org/web/20150926005950/http://www.sports-reference.com/olympics/athletes/va/pieter-van-den-hoogenband-1.html. Läst 19 oktober 2015.